# Свети Николай (Плевен)
Вижте пояснителната страница за други значения на Свети Николай.
„Свети Николай Мирликийски Чудотворец“ е средновековна българска православна църква в Плевен. Църквата е обявена за паметник на културата.
Църквата се намира в центъра на града в непосредствена близост до Драматичния театър „Иван Радоев“. Сегашната сграда е от 1834 година. Тя е най-старата запазена църква в града и единственият в Плевен паметник от Българското възраждане с национално значение.
Сградата е вкопана в земята с около 2 m, а камбанарията ѝ се намира в отделна сграда, построена недалеч от централния вход на храма през 1883 г. Камбаната в нея е дар от финландски търговец.

## История
На мястото на днешния храм през ХІІІ век е построен малък параклис от дубровнишки търговци, които често посещавали града. В края на ХІV век татари, еничари и кърджалии неколкократно го опожаряват и ограбват.
През 1699 година плевенчани с много усилия успяват да получат султански ферман, с който им е разрешено храмът да бъде възстановен в стария му вид. Това става със средствата и труда на христолюбивите миряни. По-късно е построена църквата, която стои до днес. Осветена е на 18 октомври 1834 г. Храмът се превръща в център на борбата за църковна и национална независимост.
Там е намирал убежище Софроний Врачански, гонен от турци и гърци. Според някои историци тъкмо в тази църква през 1869 г. Васил Левски основава първия в страната революционен комитет за въстания срещу османското владичество. Там е отслужен и тържественият молебен на 11 декември 1877 г. по случай победата над армията на Осман паша и освобождаването на града, на който е присъствал и руският император Александър II Освободител.

## Архитектура
Храмът представлява типична трикорабна базилика, характерна за Българското възраждане. Уникални са външните му икони – над входа на сградата от запад и встрани от купола на централния неф от юг. Интересно е, че по стените, сводовете и арките на храма за по-добра акустика са вградени 462 специални глинени гърнета, подарени от плевенски грънчар.

## Иконостас
В източната част на църквата е разположен иконостас от орехово дърво, изработен от майстор Петър и 2 чираци от Тревненската дърворезбарска школа. Иконостасът е завършен 11 г. след освещаването на храма. Уникален е с това, че релефните фигури са заменени с други скулптурни изображения. Дърворезбата на иконостаса и особено ценните владишки трон и амвон са изработени през периода 1843 – 1845 година.
Важно сведение за авторството на иконите и иконостаса получаваме от кондиката на храма, която се намира в Национална библиотека „Св. св. Кирил и Методий“. Според записаното там иконите в по-голямата си част са дело на Димитър Христов Зограф, брат на най-прочутия майстор зограф от Възраждането Захари Зограф. В църквата е експонирана богата колекция на негови творби, включваща 68 икони. Останалите икони в храма са рисувани от представители на самоковската школа. Така, макар стените на църквата да не са изографисани, тя е богато изпълнена с ценни икони.

## Дарители
Измежду множеството плевенски дарители енориаши за онова време, като Екатерина Д. Константинова, Анастасия и Симеон Шопови, Цвета Димитрова, Кубрат Костов, Пъшо Бърдаров, Иван Железаров, Евдокия Топурова, Киро Станев и други, се откроява името на благодетеля Димитър Константинов – Касапина, който възлага на църквата изпълнението на поименен дарителски акт № 469 от 21.04.1914 година на обща стойност 3 милиона лева.
Тогавашният църковен настоятел Георги Марков подробно е описал тези и други събития около църквата в книгата си „Сто години Свети Николай“, разпечатена в 1100 броя, екземпляр от които се пази в архива на църквата на обществено достояние. В знак на всеобщо признание към дарителя и обществен благодетел Димитър Константинов след неговата смърт е погребан в непосредствена близост до църквата „Свети Николай“.

## Използвани материали
- „Сто години Свети Николай“, Георги Марков.   Плевен, Редакция „Мотавчиев“, 1940., в 58 страници с портрети и илюстрации – (църковен библиотечен архив).